# Арвеладзе, Леван Гивиевич
Лева́н Гиви́евич Арвела́дзе (укр. Леван Гівійович Арвеладзе; груз. ლევან გივის ძე არველაძე; род. 6 апреля 1993, Тбилиси) — украинский футболист, полузащитник клуба «Андижан».

## Биография
Родился 6 апреля 1993 года в Тбилиси. Футболом начал заниматься в шесть лет. Проходил обучение в грузинской футбольной школе «Олимпи». Первый тренер — Темур Поцхвелия. В детском футболе принимал участие в различных турнирах, становился победителем кубка «Dana Cup», который проходил в Дании.
В 2007 году, в тринадцатилетнем возрасте вместе с отцом переехал на Украину, куда также переселилась его семья. Родители Леван проживают в Днепре, брат — в Киеве. С 14 лет занимался в академии днепропетровского «Днепра». С 2010 по 2011 год выступал за молодёжный состав команды. В 2011 году стал игроком дубля «Кривбасса», за который играл на протяжении двух сезонов, вплоть до снятия команды с Премьер-лиги в 2013 году.
В сезоне 2013/14 был игроком команды Второй лиги «Скала» (Стрый), в которую его пригласил главный тренер Владимир Кныш. За «Скалу» стабильно играл в основном составе, был одним из лидеров команды, определяя её игровую стилистику. После ухода из «Скалы» полтора месяца находился на просмотре в ужгородской «Говерле», но в итоге контракт с ним не был заключён. С лета 2014 года играл в чемпионате Сумской области за «Агробизнес-TSK» (Ромны).
Зимой 2015 года перешёл в клуб Первой лиги «Нефтяник-Укрнефть» (Ахтырка), который возглавил знакомый ему по «Скале» Владимир Кныш. С первых матчей усилил игру коллектива, в течение первого месяца отличившись 4 голами и результативной передачей, но к концу сезона, как и вся команда, заиграл менее ярко. В новом сезоне пережил травму, из-за которой отсутствовал на поле около трёх месяцев, восстановившись в конце осенней части сезона. Отсутствие Арвеладзе значительно снизило возможности полузащиты «Нефтяника» в креативных действиях. Весной 2016 года выступал более стабильно, представляя наибольшую опасность для соперников среди игроков атаки своей команды.
В летне-осенней части сезона 2016/17 забил 7 мячей (из них 6 — в чемпионате) и отдал 5 голевых передач, заняв 5-е место в списке лидеров лиги по количеству результативных действий. Своей игрой внёс значительный вклад в результат ахтырчан, к зимнему перерыву занимавшим 6-е место. Играл ключевую роль в быстрых атаках и комбинациях команды, являясь одним из самых неудобных в опеке игроков Первой лиги. За время выступлений в составе «Нефтяника» Арвеладзе приобрёл статус одного из ведущих игроков дивизиона.
7 декабря 2016 года подписал контракт сроком на 1,5 года с черниговской «Десной», которая занимала на тот момент 3-е место в Первой лиге и вела борьбу за повышение в классе. Главный тренер «Десны» Александр Рябоконь так прокомментировал трансфер: «Надеюсь, Леван Арвеладзе придаст команде каких-то ярких красок в атакующих действиях». Согласно характеристике спортивного журналиста Артура Валерко, приглашение Арвеладзе стало составной частью «идеальной точечной селекции», которую клуб провёл во время зимнего перерыва, тем самым значительно усилив возможности коллектива в атаке. Приглашение в команду нескольких высокотехничных игроков, в частности Арвеладзе, призвано поспособствовать переходу «Десны» на более атакующий стиль игры.
В новой команде Арвеладзе некоторое время приспосабливался к её игровому стилю. Набрав форму и выиграв конкуренцию за место в основном составе, до завершения чемпионата отличился 4 забитыми мячами и 2 голевыми передачами. По итогам первенства с 10 голами и 7 ассистами вошёл в тройку самых результативных игроков Первой лиги и был включён в символическую сборную сезона как лучший атакующий полузащитник. «Десна» заняла второе место и согласно регламенту соревнований должна была перейти в Премьер-лигу, однако в следующем сезоне продолжила выступать в Первой лиге, так как Федерация футбола Украины отказалась предоставить ей аттестат для участия в высшем дивизионе.
За летне-осеннюю часть сезона 2017/18 в рамках чемпионата Арвеладзе сыграл 17 матчей и забил 2 гола. В рейтинге аналитической компании InStat он занял 15-е место среди всех футболистов Первой лиги и был включён в символическую команду из 11 лучших игроков дивизиона, куда также вошли пять его одноклубников. С точки зрения турнирной составляющей промежуточный результат команды оказался неудачным — перед зимним перерывом «Десна» находилась на 5-м месте при поставленной задаче выхода в Премьер-лигу. В Кубке Украины «Десна» повторила свой лучший результат в истории, достигнув 1/4 финала, где проиграла киевскому «Динамо» со счётом 0:2. Комментируя эту игру, бывший футболист «Десны» и «Динамо» Олег Кузнецов в составе обеих команд выделил Арвеладзе и Буяльского — по его мнению, они больше других игроков принимали участие в созидательных действиях.
В январе 2018 года появилась информация о возможном переходе Арвеладзе в луганскую «Зарю», которая в предыдущем сезоне стала бронзовым призёром чемпионата Украины. Рассматривались варианты приглашения игрока летом, после завершения действия его контракта с «Десной», или уже в зимний трансферный период. По данным сайта Sportarena.com, для того, чтобы заинтересоваться игроком, главному тренеру луганской команды Юрию Вернидубу оказалось достаточно наблюдения за игрой Арвеладзе в кубковом матче «Десны» с киевским «Динамо». 2 февраля 2018 года официальный сайт «Зари» объявил о заключении предварительного контракта с Леваном сроком на 2,5 года, действие которого должно было начаться летом. Юрий Вернидуб прокомментировал трансфер следующим образом:

Лично я разговаривал с генеральным директором и сказал, что мне понравился этот атакующий футболист… Мне очень импонирует его игра, я смотрел не один матч.
До конца сезона 2017/18 Арвеладзе продолжал играть в составе «Десны». В оставшихся 12 турах Первой лиги «северяне» одержали 10 побед, потеряв очки только в 2 матчах, и заняли в итоге 3-е место, которое предоставило команде право на участие в плей-офф за место в Премьер-лиге с 10-й командой элитного дивизиона, кропивницкой «Звездой». В первой встрече, которая проходила на выезде и завершилась вничью со счётом 1:1, Арвеладзе не попал в стартовый состав и вышел на замену на 88-й минуте. В ответной игре, в которой «Десна» выиграла со счётом 4:0, он вышел в основе и отличился двумя голами в ворота соперника. Выиграв плей-офф с общим результатом 5:1, черниговская команда получила право на переход в Премьер-лигу. Всего на протяжении сезона Арвеладзе принял участие в 34 матчах, в которых забил 6 голов.
18 июня 2018 года прибыл в расположение «Зари», начав вместе с командой подготовку к сезону 2018/19. 22 июля впервые сыграл в Премьер-лиге, выйдя на замену на 86-й минуте матча с «Мариуполем» (2:1). 25 июля 2019 года дебютировал в еврокубках, приняв участие в матче второго квалификационного раунда Лиги Европы против черногорской «Будучности», в котором отличился забитым мячом.
В январе 2020 года вернулся в «Десну», подписав двухлетний контракт. В первом сезоне после его возвращения команда заняла 4-е место в Премьер-лиге и получила право на участие в Лиге Европы.

## Стиль игры
Быстрый и техничный игрок, с хорошим ударом. Способен обыграть соперника один в один, пойти в обводку и задействовать скоростной дриблинг. Одинаково хорошо владеет левой и правой ногой. Может сыграть на месте центрального атакующего полузащитника или на флангах атаки.
Футбольный эксперт Артур Валерко отметил, что к такому игроку, как Арвеладзе, необходим особый подход. Он является творческим футболистом, который предпочитает играть без привязки к конкретной позиции на поле. Соответственно, в строгой стилистике ему сложно проявить свои способности в полной мере. За время выступлений в «Десне» Арвеладзе раскрылся далеко не полностью, показав в лучшем случае треть от своих реальных возможностей:

Если доверить Арвеладзе нити игры, он сможет раскрыть такие свои качества, как отличный дриблинг, проникающий пас, умение сыграть нестандартно. Хорош и в роли центрального атакующего полузащитника (без строгой привязки к одной точке), и в амплуа «ложной девятки». Может решить судьбу эпизода и сам, может и сыграть на команду….

## Достижения
«Десна»
- Серебряный призёр Первой лиги: 2016/17.
- Бронзовый призёр Первой лиги: 2017/18.

## Статистика
(откорректировано по состоянию на 11 декабря 2021 года)
| Клуб              | Сезон            | Лига | Лига | Кубок | Кубок | Еврокубки | Еврокубки | Прочие | Прочие | Итого | Итого |
| Клуб              | Сезон            | Игры | Голы | Игры  | Голы  | Игры      | Голы      | Игры   | Голы   | Игры  | Голы  |
| ----------------- | ---------------- | ---- | ---- | ----- | ----- | --------- | --------- | ------ | ------ | ----- | ----- |
| Днепр             | 2009/10          | 0    | 0    | 0     | 0     | 0         | 0         | −      | −      | 0     | 0     |
| Днепр             | 2010/11          | 0    | 0    | 0     | 0     | 0         | 0         | −      | −      | 0     | 0     |
| Днепр             | Итого            | 0    | 0    | 0     | 0     | 0         | 0         | 0      | 0      | 0     | 0     |
| Кривбасс          | 2011/12          | 0    | 0    | 0     | 0     | −         | −         | −      | −      | 0     | 0     |
| Кривбасс          | 2012/13          | 0    | 0    | 0     | 0     | −         | −         | −      | −      | 0     | 0     |
| Кривбасс          | Итого            | 0    | 0    | 0     | 0     | 0         | 0         | 0      | 0      | 0     | 0     |
| Скала             | 2015/16          | 30   | 1    | 1     | 0     | −         | −         | −      | −      | 31    | 1     |
| Скала             | Итого            | 30   | 1    | 1     | 0     | 0         | 0         | 0      | 0      | 31    | 1     |
| Нефтяник-Укрнефть | 2014/15          | 11   | 4    | 0     | 0     | −         | −         | −      | −      | 11    | 4     |
| Нефтяник-Укрнефть | 2015/16          | 16   | 1    | 1     | 0     | −         | −         | −      | −      | 17    | 1     |
| Нефтяник-Укрнефть | 2016/17          | 19   | 6    | 2     | 1     | −         | −         | −      | −      | 21    | 7     |
| Нефтяник-Укрнефть | Итого            | 46   | 11   | 3     | 1     | 0         | 0         | 0      | 0      | 49    | 12    |
| Десна             |                  |      |      |       |       |           |           |        |        |       |       |
| 2016/17           | 12               | 4    | 0    | 0     | −     | −         | −         | −      | 11     | 4     |       |
| 2017/18           | 29               | 4    | 3    | 0     | −     | −         | 2         | 2      | 34     | 6     |       |
| Итого             | 41               | 8    | 3    | 0     | 0     | 0         | 2         | 2      | 46     | 10    |       |
| Заря              | 2018/19          | 22   | 0    | 2     | 0     | 0         | 0         | −      | −      | 24    | 0     |
| Заря              | 2019/20          | 7    | 0    | 0     | 0     | 3         | 1         | −      | −      | 10    | 1     |
| Заря              | Итого            | 29   | 0    | 2     | 0     | 3         | 1         | 0      | 0      | 34    | 1     |
| Десна             | 2019/20          | 11   | 1    | 1     | 0     | −         | −         | −      | −      | 12    | 1     |
| Десна             | 2020/21          | 15   | 0    | 1     | 0     | 0         | 0         | −      | −      | 16    | 0     |
| Десна             | 2021/22          | 15   | 1    | 1     | 0     | −         | −         | −      | −      | 16    | 1     |
| Десна             | Итого            | 41   | 2    | 3     | 0     | 0         | 0         | 0      | 0      | 44    | 2     |
| Всего за «Десну»  | Всего за «Десну» | 82   | 10   | 6     | 0     | 0         | 0         | 2      | 2      | 90    | 12    |
| Всего за карьеру  | Всего за карьеру | 187  | 22   | 12    | 1     | 3         | 1         | 2      | 2      | 204   | 26    |

Источники:
- Статистика — Профиль на сайте FootballFacts.ru